# Potentilla fusca
Potentilla fusca là loài thực vật có hoa trong họ Hoa hồng. Loài này được (Lindl.) Jeps. miêu tả khoa học đầu tiên năm 1925.